# Otabisho

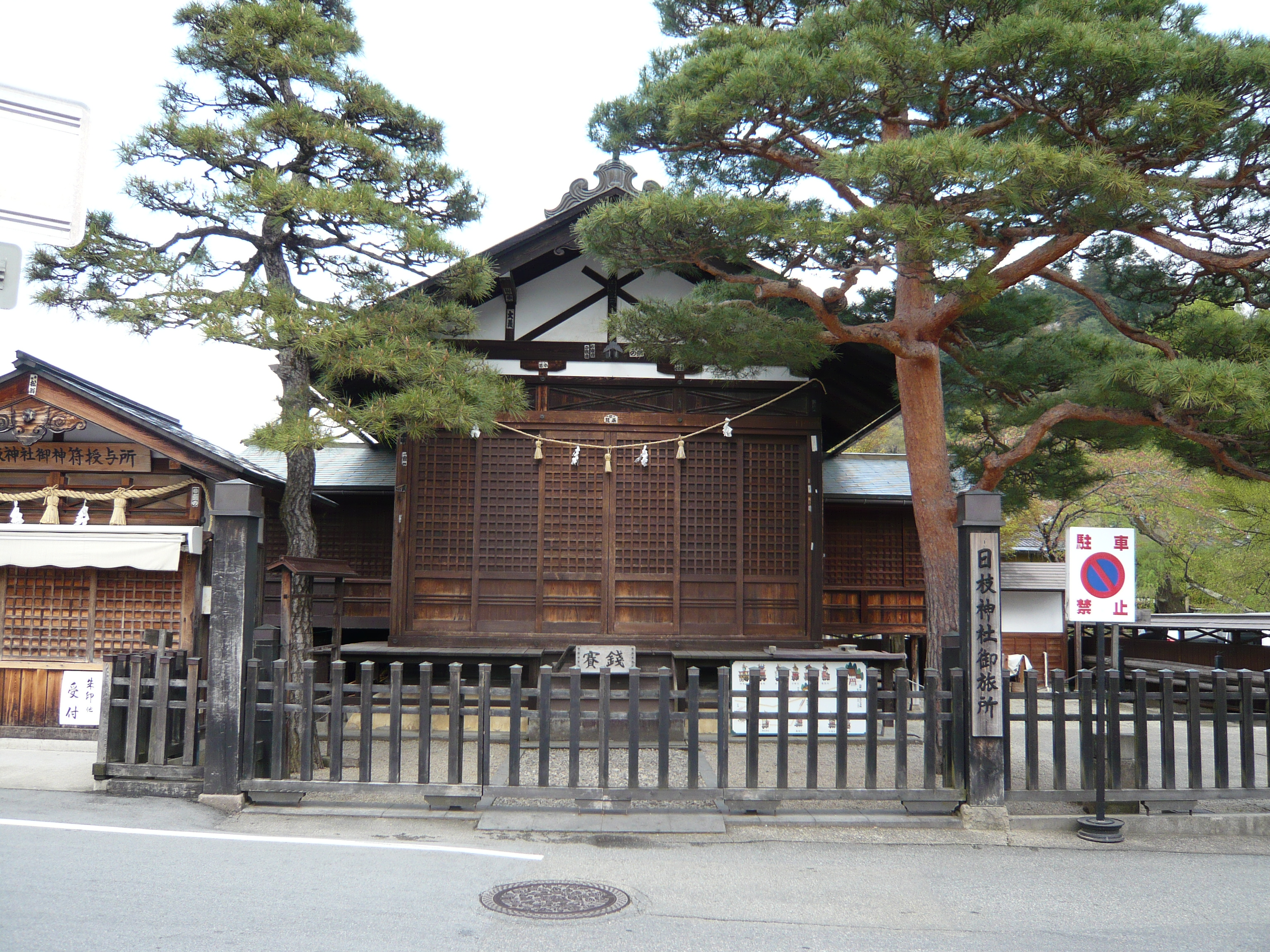
Otabisho du sanctuaire Hie à Takayama, préfecture de Gifu.

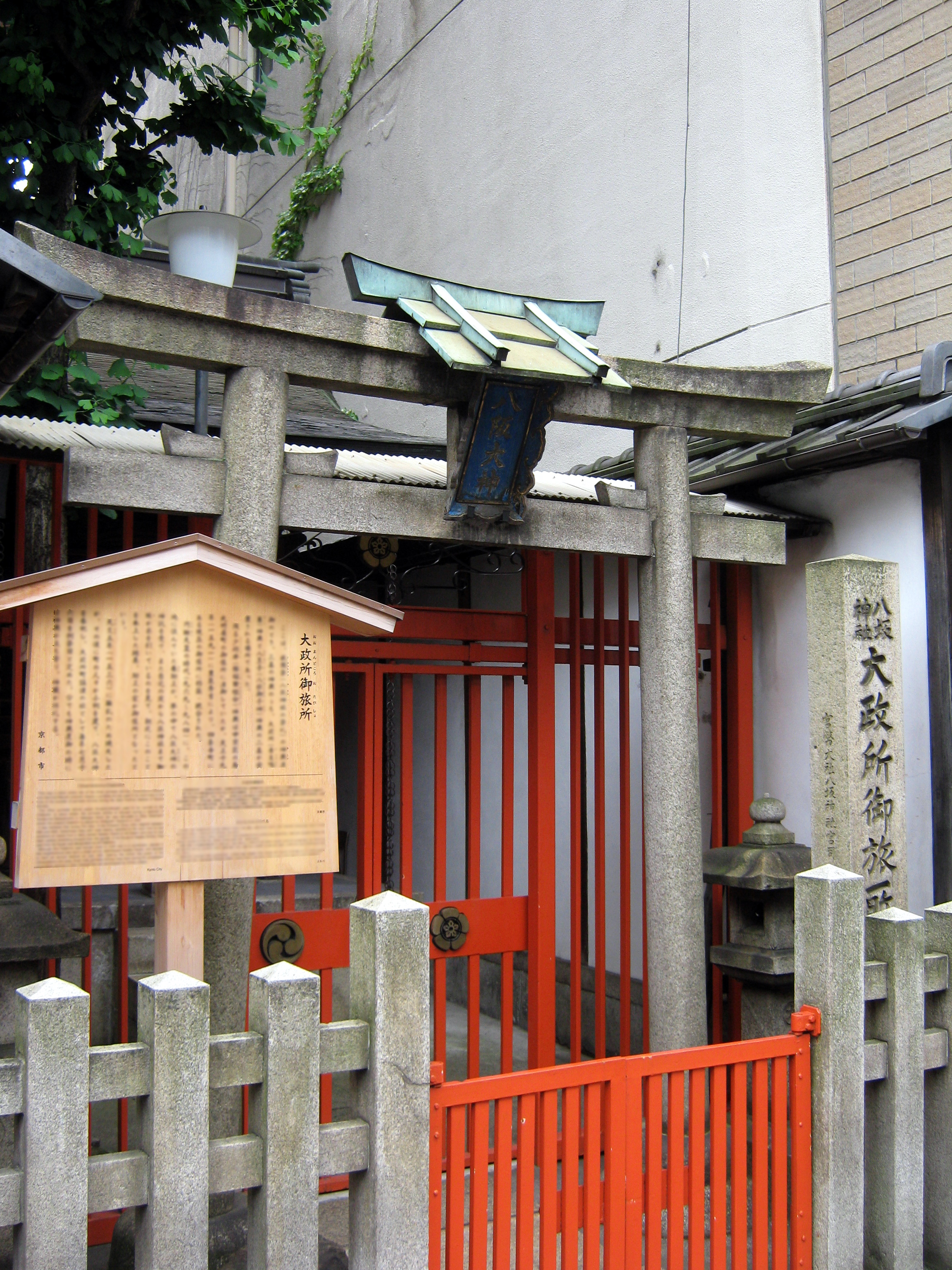
Otabisho du fameux sanctuaire Yasaka, à Kyoto.

Un otabisho (御旅所, littéralement « lieu du voyage »), aussi appelé okariya (御仮屋) ou angū (行宮), désigne un lieu où le kami (généralement dans un mikoshi, une châsse portative transportant le shintai, corps du kami) se repose ou séjourne pendant la procession (ja) d'un matsuri, festival traditionnel shinto. Parfois, plusieurs lieux sont installés le long de la route du pèlerinage. Lorsque le mikoshi arrive à l'o-tabisho, l'o-tabisho-matsuri est organisé.
Habituellement, des lieux d'une certaine importance pour le dieu gardien sont choisis comme otabisho. Outre les sanctuaires qui possèdent leurs propres pavillons, tels que les anciens pavillons et les setsumatsusha, il arrive également qu'un otabisho soit érigé sur le site d'origine du sanctuaire. Un otabisho peut aussi être établi dans un sanctuaire auxiliaire hors de la préfecture du sanctuaire principal, dans un sanctuaire dédié à une divinité-consort ou même la maison d'un fidèle. De nouveaux otabisho peuvent aussi être construits. 
La durée du séjour dans l'otabisho peut dépendre de plusieurs facteurs, allant d'une brève pause à plusieurs jours. Entre temps, le mikoshi demeure la maison de résidence du kami. 